# Felipe Flores (Fußballspieler, 1977)
Felipe Flores Quijada (* 20. Juli 1977 in La Serena) ist ein ehemaliger chilenischer Fußballspieler auf der Position eines Stürmers.

## Karriere
Felipe Flores begann seine Karriere 1995 bei Deportes La Serena. 1997 wurde er wegen Dopings gesperrt. 1999 stieg La Serena aus der Primera División ab und Flores wechselte zu Colo-Colo. Nach einem Jahr bei Santos Laguna in Mexiko ging er 2002 zu den Santiago Wanderers, die an der Copa Libertadores teilnahmen und in der Copa Sudamericana im Viertelfinale erst nach Elfmeterschießen ausschieden. Von 2003 bis 2004 spielte er wieder bei La Serena. In der Apertura 2004 wurde er mit 17 Treffern Dritter der Torschützenliste und wechselte danach zu Boavista Porto in die portugiesische Primeira Liga. Nach zehn Einsätzen und einem Tor ging er nach einer Saison zurück zu La Serena und erreichte dort das Halbfinale der Clausura 2005. Nach den Stationen O’Higgins und Coquimbo Unido beendete er 2008 seine Laufbahn.